# Кубанский 76-й пехотный полк
76-й пехотный Кубанский полк — пехотная воинская часть Русской императорской армии.

## Формирование и кампании полка
Старшинство полка с 16 декабря 1845 г. Полковой праздник — 6 декабря.
В феврале 1845 года, для усиления войск отдельного Кавказского корпуса, последовало Высочайшее повеление о сформировании четырёх новых полков, в том числе Имеретинского пехотного, который в сентябре был назван Кубанским егерским. Однако, лишь 16 декабря последовало окончательное распоряжение о формировании указанных полков 6-батальонного состава из войск 5-го пехотного корпуса.
Кубанский егерский полк образовался из вторых и третьих батальонов Литовского и Виленского полков и Кавказского линейного № 2 батальона, с добавлением людьми упразднённых в то же время 2-го и 3-го батальонов Замосцкого полка и 4-го батальона Минского полка. Названные части составили следующие батальоны Кубанского полка: 2-й и 3-й батальоны Литовского — 1-й и 2-й; 2-й и 3-й Виленского — 3-й и 4-й; Кавказский линейный № 2 батальон — 5-й и 4-й батальон Минского — 6-й резервный, нижние чины из Замосцкого полка были равномерно распределены между всеми батальонами.
Поступивший на образование 5-го батальона Кавказский линейный № 2 батальон был образован в Новгороде в начале 1845 г. под именем Новгородского батальона внутренней стражи. Тотчас же по своем сформировании Кубанскому полку пришлось принять участие в составе различных отрядов в боевых делах с горцами и в проложении просек и дорог. Из наиболее видных дел этого периода необходимо отметить участие двух батальонов полка в 1849 году в осаде аула Чох, а в 1855 году — атаку 1-м батальоном позиции Магомета-Аминя на хребет Кадыко, где Кубанцы после 7-часового боя овладели 30 завалами и принудили горцев бежать.
9 февраля 1856 года из лучших стрелков были сформированы для каждого батальона стрелковые роты, а 17 апреля полк назван пехотным. С 1862 г. часть полка, находясь в составе Пшехского отряда, неоднократно участвовала в уничтожении аулов и стычках, из которых обращает на себя внимание поражение горцев при усиленной рекогносцировке в 1863 г. в долине Хиач. Остальная часть полка входила в Средне-Фарский отряд и участвовала в боях при станице Пшехской и аулах Шаухако-Хабль и Эдико-Хабль.
6 ноября 1863 г. 6-й резервный батальон поступил на сформирование Елисаветпольского пехотного полка.

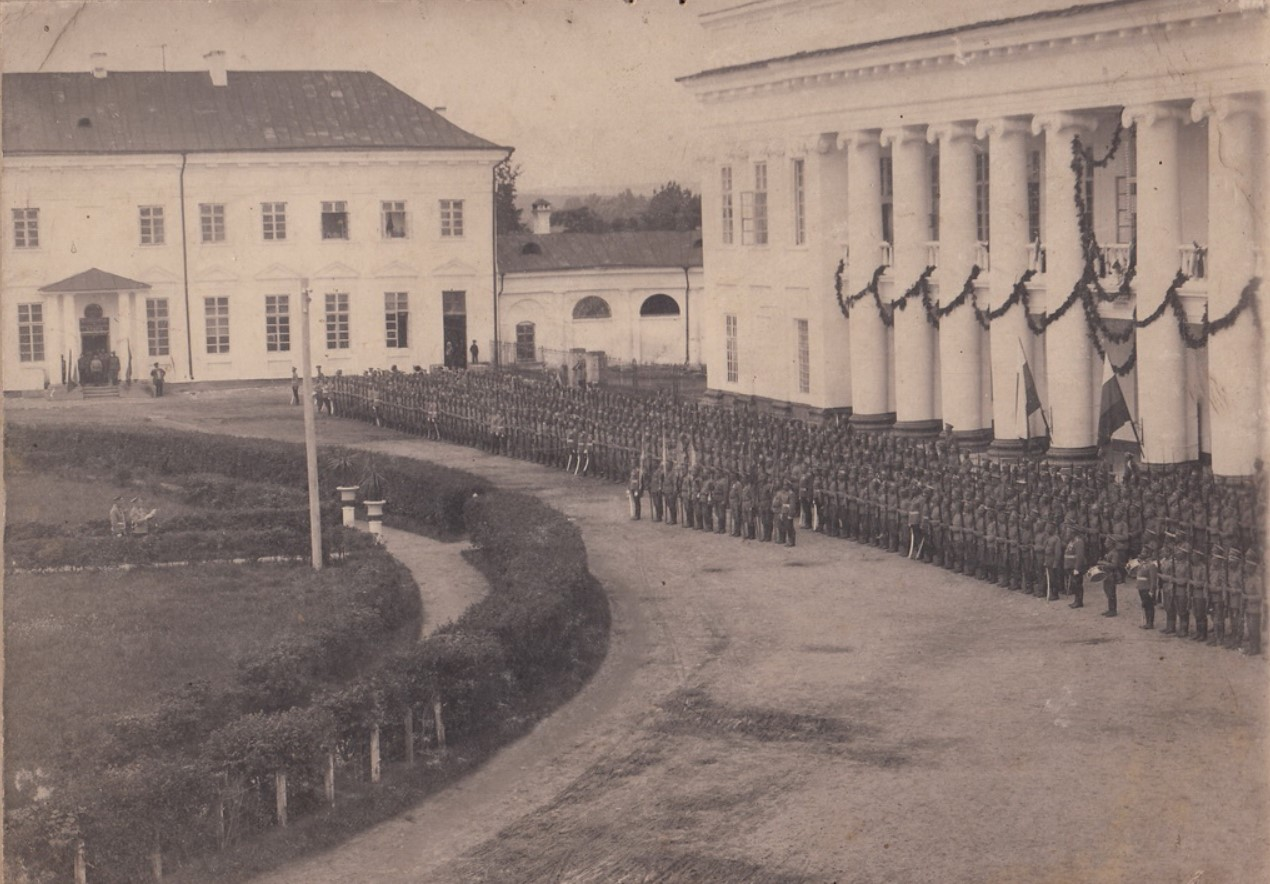
76-й пехотный Кубанский полк на параде в Тульчине

29 марта 1864 г. полку присвоен № 76, а 11 октября 5-й батальон был упразднён. 1 августа 1874 г. 4-й батальон поступил на сформирование 162-го пехотного Ахалцыхского полка, а из стрелковых рот был сформирован новый 4-й батальон.
В войну с Турцией 1877—1878 гг. полк действовал первоначально на Кавказско-Черноморском побережье, и, в составе отряда генерала Алхазова, половина полка участвовала в боях на р. Гализге, у селений Илора, Очемчир и при отбитии у турок города Сухума 20 августа, а другие два батальона отличились в боях на Цихисдзирской позиции под начальством генерала Оклобжио. Затем полк соединился и вошел в состав Ардаганского отряда. В начале октября 1-й, 2-й и 4-й батальоны были назначены на усиление блокадного корпуса к Карсу, куда и прибыли 20 окт. В штурме Карса приняли участие лишь 1-й и 4-й батальоны, вошедшие в колонну князя Алхазова.

## Знаки отличия полка
- Георгиевское знамя с надписью «За изгнаніе Турок изъ Абхазіи в 1877 году» за подвиги в Русско-турецкую войну 1877 и 1878 годов, во всех 4-х батальонах (Высочайший приказ 13 октября 1878 г.).
- Знаки отличия, нагрудные для офицеров и на головные уборы для нижних чинов с надписью «За отличіе при покореніи Западнаго Кавказа въ 1864 годy», во всех 4-х батальонах (Высочайший приказ 20 июня 1865 г.).
- Две Серебряные трубы с надписью «За отличіе при пораженіи и изгнаніи непріятеля изъ пределовъ Россіи 1812 года». Трубы эти были пожалованы 13 апреля 1813 г. 1-му и 2-му батальонам 48-го егерского полка, которые будучи присоединёнными в 1833 г. к Виленскому и Литовскому полкам, составили их 3-и батальоны, образовавшие впоследствии 2-й и 4-й батальоны Кубанского полка.
- "Гренадерскій бой", пожалованный 13 апреля 1813 года за отличие в Отечественной войне 1812 года, 2-му батальону Виленского егерского полка, образовавший впоследствии 3-й батальон Кубанского полка.
- Поход за военное отличие, пожалованный 13 октября 1878 г. за взятие Карса 6-го ноября 1877 года и за подвиги в Русско-турецкую войну 1877 и 1878 годов, во всех 4-х батальонах.

## Командиры полка
- 10.01.1846 — 07.02.1850 — полковник (с 23.09.1849 генерал-майор) Бельгард, Валериан Александрович
- 07.02.1850 — 06.01.1852 — полковник (с 06.12.1851 генерал-майор) Линевич, Николай Петрович
- 06.01.1852 — 01.10.1858 — полковник Преображенский, Василий Агафонович
- 01.10.1858 — 11.01.1859 — полковник Товбич, Михаил Васильевич
- 11.01.1859 — 02.03.1863 — полковник Горшков, Андрей Давидович
- 02.03.1863 — 31.08.1868 — полковник Мерхилевич, Александр Бенедиктович
- 31.08.1868 — 11.11.1877 — полковник Дове, Константин Егорович
- 24.12.1877 — 05.11.1886 — полковник Радзишевский, Павел Иванович
- 03.12.1886 — 09.01.1888 — полковник Коленко, Григорий Дмитриевич
- 01.02.1888 — 19.07.1890 — полковник Савченко, Севастьян Матвеевич
- 01.08.1890 — 20.11.1898 — полковник Горбатовский, Николай Александрович
- 15.12.1898 — 25.04.1901 — полковник Перлик, Дмитрий Иванович
- 05.06.1901 — 11.09.1903 — полковник Параделов Николай Васильевич
- 25.09.1903 — 25.03.1904 — полковник Гнида, Дмитрий Иванович
- 25.05.1904 — 22.06.1904 — полковник Михелис Де-Гениг, Евгений Михайлович
- 22.06.1904 — 20.03.1906 — полковник Прозоров, Дмитрий Игнатьевич
- 20.03.1906 — 13.02.1908 — полковник Довятто, Станислав Станиславович
- 15.03.1908 — 03.01.1912 — полковник Былим-Колосовский, Семён Петрович
- 14.01.1912 — 13.11.1914 — полковник (с 28.10.1914 генерал-майор) Соколов, Елисей Николаевич
- 13.11.1914 — 31.01.1915 — полковник Эзеринг, Карл Иванович
- 03.02.1915 — 09.08.1915 — полковник Червинский, Сергей Евгеньевич
- 09.08.1915 — 22.07.1917 — полковник (с 13.01.1917 генерал-майор) Бек-Бузаров, Сослан-Бек Сосуркоевич
- 22.07.1917 — хх.хх.1917 — командующий подполковник Агапов, Сергей Алексеевич
- ранее 29.10.1917 — после 17(30).04.1918 — полковник Соколовский, Вячеслав Феликсович

## Известные люди, служившие в полку
- Бялозор, Юлиан Юлианович — генерал-лейтенант, участник Первой мировой войны.
- Веселовский, Павел Николаевич — полковник, георгиевский кавалер.
- Гончаренко, Аверкий Матвеевич — российский и украинский военный деятель, капитан Русской императорской армии, георгиевский кавалер, впоследствии офицер дивизии СС «Галичина».
- Рахманин, Александр Александрович — впоследствии командир 248-го Осташковского пехотного полка и 81-го пехотного Апшеронского полка.
- Бирюков Евгений Павлович — полковник, командир 40 Сибирского полка.
- Терехов, Георгий Романович — офицер Русской императорской армии, участник Первой мировой войны, Георгиевский кавалер.
- Данишевский, Фёдор Никанорович — офицер Русской императорской армии, участник Первой мировой войны, Георгиевский кавалер.